# Medinilla fenicis
Medinilla fenicis är en tvåhjärtbladig växtart som beskrevs av Elmer Drew Merrill. Medinilla fenicis ingår i släktet Medinilla och familjen Melastomataceae. Inga underarter finns listade i Catalogue of Life.